# Besetzen (Sprengtechnik)
Als Besetzen oder Besatzarbeit bezeichnet man in der Sprengtechnik das Ein-, Auf- oder Anbringen von Besatz in zuvor für das Sprengen erstellte Bohrlöcher, um diese zu verschließen.

## Grundlagen und Tätigkeiten
Damit ein Sprengstoff seine volle Wirkung entfalten kann, müssen die Bohrlöcher, in die er gefüllt wurde, wieder verschlossen werden. Hierfür werden bestimmte Füllstoffe verwendet, die man als Besatz bezeichnet. Dieser Vorgang des Besetzens muss mit größter Sorgfalt durchgeführt werden. Zudem darf das Besetzen nur von besonders geschulten und für diese Tätigkeit beauftragten Personen durchgeführt werden. Für das Besetzen müssen, je nach Besatzmaterial, geeignete Werkzeuge, wie beispielsweise der Ladestampfer, verwendet werden, mit denen der Besatz in das bereits geladene Bohrloch eingebracht werden kann. Anders als das Laden, das auch in bestimmten Situationen maschinell erfolgen kann, erfolgt das Besetzen stets manuell, so dass das Besetzen relativ zeitaufwendig ist.

## Vorbereitende Arbeiten und sicherheitliche Aspekte
Das Besetzen erfordert äußerste Vorsicht, da sich in den jeweiligen Bohrlöchern bereits zündfähiger Sprengstoff befindet. Bevor das Besetzen begonnen werden kann, müssen zunächst die Bohrlöcher überprüft werden, ob sie korrekt erstellt und frei durchgängig sind. Weiterhin dürfen die Besatzarbeiten erst begonnen werden, wenn die Ortsbrust komplett abgebohrt ist. Beim Besetzen dürfen sich keine unbefugten Personen im Bereich der Sprengstelle aufhalten. Während die Sprenghelfer die einzelnen Sprenglöcher besetzen, werden sie vorschriftsgemäß bei ihrer Tätigkeit ständig vom Schießmeister beaufsichtigt.